# Олимпийски стадион „Ататюрк“
Олимпийският стадион „Ататюрк“ (на турски: Atatürk Olimpiyat Stadyumu) е стадион в Истанбул, Турция. Разположен в западния квартал Икители, това е стадионът с най-голям капацитет в страната. Стадионът е кръстен на Мустафа Кемал Ататюрк, основателят и първи президент на Република Турция. Изграждането му започва през 1999 г. и е завършено през 2002 г. Първоначално е построено за неуспешната кандидатура на Турция за Олимпийските игри през 2008 г., които в крайна сметка са присъдени на Пекин, Китай. Струва около 140 милиона щатски долара.
Със своя капацитет от 16 761 (всеместен) и олимпийски размер, той получава титлата „5-звезден спортен комплекс“ от УЕФА през 2004 г., което му позволява да бъде домакин на финалите на събитията на УЕФА. Финалът на Шампионската лига на УЕФА за 2005 г. между Милан и Ливърпул се играе на олимпийския стадион Ататюрк на 25 май 2005 г. Стадионът също така е сертифициран от IAAF и МОК като първокласно място за лека атлетика и е бил домакин на няколко европейски атлетически състезания. Първоначално стадионът трябваше да проведе втория си финал от Шампионската лига между Пари Сен Жермен и Байерн Мюнхен на 30 май 2020 г., но след пандемията от COVID-19 в Европа мачът е отложен и по-късно пренасрочен за август на Eщадио да Луж в Лисабон, Португалия при затворени врати; стадионът е определен да проведе финала през 2021 г. между Манчестър Сити и Челси вместо това, но мачът отново е преместен в Португалия, този път на Eщадио до Драгао в Порто. Стадионът е планиран да бъде домакин на финала на Шампионската лига на УЕФА през 2023 г.
Футболният отбор от Суперлигата Истанбул Башакшехир използва мястото като свой домашен стадион, докато не се премества на стадион Башакшехир Фатих Терим през 2014 г. Галатасарай играе домакинските си мачове на Олимпийския стадион Ататюрк през футболния сезон 2003–2004 г., тъй като тяхното собствено място, Али Сами Стадион Йен е в ремонт. В крайна сметка Галатасарай се връща на Али Сами Йен за сезон 2004–2005, но играе мачове от груповата фаза на Шампионската лига на УЕФА 2006–2007 на олимпийския стадион „Ататюрк”. Сиваспор също изиграва някои от своите домакински мачове от Суперлигата на Олимпийския стадион Ататюрк поради лоши метеорологични условия на първоначалния стадион в родния им град. Бешикташ използва арената през сезон 2013-14, за да играе повечето от домакинските си мачове, като мотивите са същите като тези на Галатасарай, докато собственият им стадион, Водафон Парк, е в процес на изграждане. След промоцията им в Суперлигата през 2020 г., Фатих Kарагюмрюк използва стадиона като свой дом.

## Рекорди
| Място | Публика | Дата              | Мач                          |
| ----- | ------- | ----------------- | ---------------------------- |
| 1     | 79 414  | 31 юли 2002       | Галатасарай – ФК Олимпиакос  |
| 2     | 71 334  | 27 септември 2003 | Галатасарай – Фенербахче     |
| 3     | 71 230  | 12 септември 2006 | Галатасарай – ФК Бордо       |
| 4     | 70 024  | 25 май 2005       | АК Милан – ФК Ливърпул       |
| 5     | 66 300  | 30 август 2003    | Галатасарай – ПФК ЦСКА София |
| 6     | 62 620  | 9 август 2003     | Галатасарай – Диярбакърспор  |
| 7     | 58 617  | 30 септември 2003 | Галатасарай – Реал Сосиедад  |
| 8     | 51 714  | 18 октомври 2006  | Галатасарай – ПСВ Айндховен  |
| 9     | 47 682  | 4 април 2004      | Галатасарай – Бешикташ       |
| 10    | 41 125  | 21 октомври 2003  | Галатасарай – ФК Олимпиакос  |